# Anita Lane
Anita Louise Lane (* 18. März 1960 in Melbourne; † 27. April 2021 in Byron Bay, New South Wales) war eine australische Singer-Songwriterin. Sie war zeitweise Mitglied von The Bad Seeds und arbeitete mit Bands wie Die Haut oder Einstürzende Neubauten und Künstlern wie Mick Harvey und Gudrun Gut zusammen. Sie veröffentlichte die Soloalben Dirty Pearl (1993) und Sex O'Clock (2001).

## Leben und Wirken

### Persönliches
Über Anita Lanes frühe Jugend ist wenig bekannt. Sie studierte am Victorian College of the Arts in Melbourne Kunst, wurde aber wegen Schwänzens der Schule verwiesen und fand daraufhin Anschluss in der Punk-Szene der Stadt. Mit siebzehn Jahren lernte sie über ihren Kommilitonen Rowland S. Howard den damals neunzehnjährigen Nick Cave kennen.
Von 1977 bis 1983 waren Lane und Nick Cave mit Unterbrechungen ein Paar und lebten gemeinsam in Melbourne, London und Berlin. In dieser Zeit und darüber hinaus schrieben sie gemeinsam Songtexte. Anfang der 1990er Jahre heiratete Lane Johannes Beck, aus dieser Ehe stammt ihr erster Sohn. Nach der Trennung von Beck lebte sie kurzzeitig in Essaouira, ging eine neue Beziehung mit Andrea Libonati ein und bekam zwei weitere Söhne. 2003 kehrte sie mit Libonati endgültig nach Australien zurück und lebte bis zu ihrem frühen Tod mit ihren Kindern in Byron Bay, Glen Iris und Collingwood.
In ihren letzten Lebensjahren trat sie aus gesundheitlichen Gründen nicht mehr öffentlich in Erscheinung, war aber weiterhin künstlerisch tätig. Ende April 2021 wurde Lane von ihrem Sohn Raphael tot in ihrer Wohnung aufgefunden. Todesursache und -zeitpunkt bleiben unbekannt.

### 1979–1983: The Birthday Party
Lane zog 1980 zusammen mit Nick Cave und seiner Band The Birthday Party von Melbourne nach London. In dieser Zeit schrieb sie zusammen mit Cave einige Songtexte für die Band, z. B. „A Dead Song“ vom Debütalbum Prayers on Fire, sowie „Dead Joe“ und „Kiss Me Black“, die auf dem Nachfolgealbum Junkyard erschienen.

### 1984-2001:  Kollaborationen und Solokarriere
1982 zogen Lane und Cave weiter nach Berlin, wo sie in einer Fabriketage in Kreuzberg lebten. In Berlin wurde die Band Nick Cave & The Bad Seeds gegründet, in deren Anfangszeit von 1984 bis 1985 Lane Keyboards spielte und Gesang beisteuerte. Außerdem schrieb sie den Titelsong des ersten Bad Seeds-Albums, „From Her To Eternity“ und 1986 zusammen mit Bad Seeds-Gitarrist Blixa Bargeld den Song „Stranger Than Kindness“, der 1986 veröffentlicht wurde.
Lane war am Soundtrack zu dem australischen Film Ghosts... of the Civil Dead mit Blixa Bargeld, Nick Cave und Mick Harvey beteiligt.
1988 veröffentlichte Lane mit Dirty Sings ihre erste Solo-EP auf Mute Records. Für die Aufnahmen konnte sie einige Musiker der Bad Seeds gewinnen. Mick Harvey produzierte die EP. Ebenso fiel sie 1988 mit ihrem Gastbeitrag „The Bells Belong to the Ashes“ auf dem Album Headless Body in Topless Bar der Post-Punk-Post-Rock-Band Die Haut in der Berliner Musikszene positiv auf. 1989 war sie am Debütalbum von Barry Adamson beteiligt und 1991 beim Soundtrack zum Film Delusion.
1992 sang sie im Duett mit Kid Congo Powers wieder für Die Haut (Excited) und mit Blixa Bargeld „How Long (Have We Known Each Other Now)“ für deren Album Head On. 1993 duettierten Lane und Bargeld erneut auf Tabula Rasa, dem sechsten Album der Einstürzende Neubauten (Blume). Den Track hatte Lane mitgeschrieben.
Im selben Jahr veröffentlichte Anita Lane ihr Solo-Debütalbum Dirty Pearl mit Aufnahmen 1982 bis dato und dokumentierte ihre zahlreichen Kollaborationen aus dem Nick Cave/Blixa Bargeld-Umfeld. Einige der Songs wurden von ihr und Mick Harvey geschrieben. Das Album enthält auch die komplette Dirty Sings EP von 1988. Die radiotauglichste Nummer des Albums (The World's a Girl) wurde als Single veröffentlicht und ein Video dazu in Marokko gedreht. Die Single unterscheidet sich deutlich von der Albumversion. 1995 und 1997 trug sie einige Vocals auf den Serge-Gainsbourg-Coveralben von Mick Harvey bei (Intoxicated Man und Pink Elephants). 1996 hörte man sie wieder auf einem Nick Cave and the Bad Seeds-Album, dem weltweit sehr erfolgreichen Murder Ballads.
2001 erschien ihr zweites Soloalbum Sex O' Clock. Es wurde am 23. Oktober 2001 erneut auf Mute Records veröffentlicht und wieder von Mick Harvey produziert. Das Album stellt in ihrer bisherigen musikalischen Karriere eine Erneuerung dar, ist es doch eher von R&B, Pop und Dance inspiriert. Auf dem Album befindet sich auch eine Coverversion des oft gecoverten Partisanenlieds Bella Ciao. Danach wurde es musikalisch eher ruhig um Anita Lane.
Mick Harvey sagte 2020 in einem Interview mit dem Rolling Stone, dass Anita Lane mit ihren Kindern in Byron Bay lebt. Am 27. April 2021 fand ihr ältester Sohn sie dort tot in ihrer Wohnung; über die Todesursache ist öffentlich nichts bekannt.

## Trivia
Im Berliner Tatort Die Kalten und die Toten, der erstmals am 14. November 2021 ausgestrahlt wurde, ist neben der ebenfalls 2021 verstorbenen Musikerin Francoise Cactus Anita Lanes Coversong Lost in Music in einer Bar zu hören, allerdings in den Filmcredits falsch angegeben.

## Diskografie

### Alben
- Dirty Pearl, veröffentlicht auf CD, LP, Kassette im Oktober 1993, Label: Mute (CDSTUMM 81)
- Intoxicated Man (Mick Harvey featuring Anita Lane), veröffentlicht auf CD, Kassette, 1995, Label: Mute (CDSTUMM144)
- Sex O'Clock, veröffentlicht auf CD im September 2001, Label: Mute (CDSTUMM 183)
- Sex O'Clock, 20 Jahre Jubiläumsausgabe auf Vinyl 2021, Label: Mute[15]

### EPs
- Dirty Sings, veröffentlicht auf Vinyl im Mai 1988, Label: Mute (12MUTE65)
- Yadi Yadi (Gudrun Gut und Anita Lane) veröffentlicht auf CD 1995, Label: Alternation (INT 125.424)

### Andere Beteiligungen
- 1981: Prayers on Fire: „A Dead Song“ (The Birthday Party)
- 1982 Junkyard: „Dead Joe“, "Kiss Me Black" (The Birthday Party)
- 1984: From Her to Eternity: „From Her to Eternity“ (Nick Cave and the Bad Seeds)
- 1986: Your Funeral, My Trial: „Stranger Than Kindness“ Nick Cave and the Bad Seeds
- 1988: Headless Body in a Topless Bar: „The Bells Belong to the Ashes“ (Die Haut)
- 1989: Ghosts... of the Civil Dead: „A Prison in the Desert“, „Lilly's Theme (A Touch of Warmth)“, Soundtrack (Blixa Bargeld, Nick Cave, Mick Harvey)
- 1989: Moss Side Story: „Suck on the Honey of Love“, „Free at Last“ (Barry Adamson)
- 1991: These Boots Are Made For Walking: „These Boots Are Made For Walking“ (Barry Adamson & Anita Lane)
- 1992: Head On: „Excited“, „How Long (Have We Known Each Other Now)“ (Die Haut)
- 1993: Tabula Rasa: „Blume“, „Wüste“ (Einstürzende Neubauten)
- 1995: Intoxicated Man: „69 Erotic Year“, „Harley Davidson“, „Ford Mustang“, „Overseas Telegram“, „Bonnie and Clyde“, „Song of Slurs“ (Mick Harvey)
- 1995: „Initials B.B.“ (7" & CDs) (Mick Harvey)
- 1996: Members of the Ocean Club: „Yadi Yadi“, „Firething“ (Gudrun Gut)
- 1996 Murder Ballads: „The Kindness of Strangers“, „Death Is not the End“ (Nick Cave and the Bad Seeds)
- 1997: Pink Elephants: „I Love You ... Nor Do I“ („Je t'aime … moi non plus“) (Mick Harvey)
- 2000: Objectif Pub: „I Got You (I Feel Good)“
- 2000: Der Krieger und die Kaiserin: „Four Days“, Soundtrack (Pale 3)